# Kvercetin-3,3'-bissulfat 7-sulfotransferaza
Kvercetin-3,3'-bissulfat 7-sulfotransferaza (EC 2.8.2.28, flavonolna 7-sulfotransferaza, 7-sulfotransferaza, PAPS:flavonol 3,3'/3,4'-disulfat 7-sulfotransferaza) je enzim sa sistematskim imenom 3'-fosfoadenilil-sulfat:kvercetin-3,3'-bissulfat 7-sulfotransferaza. Ovaj enzim katalizuje sledeću hemijsku reakciju
3'-fosfoadenilil sulfat + kvercetin 3,3'-bissulfat {\displaystyle \rightleftharpoons } adenozin 3',5'-bisfosfat + kvercetin 3,7,3'-trissulfat
Kvercetin 3,4'-bissulfat takođe može da deluje kao akceptor.

## Literatura
- Nicholas C. Price; Lewis Stevens (1999). Fundamentals of Enzymology: The Cell and Molecular Biology of Catalytic Proteins (Third изд.). USA: Oxford University Press. ISBN 019850229X.
- Eric J. Toone (2006). Advances in Enzymology and Related Areas of Molecular Biology, Protein Evolution (Volume 75 изд.). Wiley-Interscience. ISBN 0471205036.
- Branden C; Tooze J. Introduction to Protein Structure. New York, NY: Garland Publishing. ISBN 0-8153-2305-0.
- Irwin H. Segel. Enzyme Kinetics: Behavior and Analysis of Rapid Equilibrium and Steady-State Enzyme Systems (Book 44 изд.). Wiley Classics Library. ISBN 0471303097.
- William P. Jencks (1987). Catalysis in Chemistry and Enzymology. Dover Publications. ISBN 0486654605.

## Spoljašnje veze
- Quercetin-3,3'-bissulfate+7-sulfotransferase на 